# Dragó rugós
El dragó rugós (Tarentola angustimentalis) és una espècie de sauròpsid (rèptil) de la família dels Phyllodactylidae. És una espècie endèmica de les illes Canàries orientals, trobant-se a Lanzarote, Fuerteventura, Illa de Lobos, Graciosa, Muntanya Clara, Alegranza, Roque de l'Est i Roque de l'Oest. Durant un temps es va anomenarTarentola mauritanica angustimentalis, com a subespècie de la Tarentola mauritanica, però actualment se la considera una espècie diferent.

## Característiques
El seu cos és robust i aixafat. Com la majoria dels dragons la seva pell està recoberta d'inflors, excepte en el centre del dors que presenta una quilla. El seu color és gris clar amb una línia clara longitudinal i amb cinc bandes fosques transversals. L'iris dels seus ulls és daurat o marró. Els mascles mesuren una mitjana de 76,5 mm i les femelles de 64 mm.

## Història natural
Normalment habita sota pedres o en llocs rocosos. Està associat a les zones de matoll, sorrenques o fins i tot a construccions humanes. En general és una espècie abundant, excepte en zones concretes de la seva zona de distribució. S'alimenta d'insectes, principalment artròpodes. A vegades també devora la muda de la seva pell.
Sobre la seva reproducció existeixen dades escasses, encara que no sembla diferent de la d'altres dragons endèmics de Canàries. La posada consta d'un a dos ous, que són enterrats. Realitza diverses posades durant un període de sis a set mesos al primavera i l'estiu, fins a un màxim de tretze posades en captivitat. La temperatura d'incubació també determina el sexe de l'embrió. Així mateix, també en captivitat, aconsegueix uns 17 anys de vida.
Forma part de la dieta d'òlibes i corbs. El torlit comú és un altre depredador de l'espècie, que també és afectada per alguns paràsits, cestodes i nematodes. Generalment es mostren actius de nit, encara que també es poden trobar prenent el sol durant el dia. És una espècie ben adaptada, que malgrat el fet que el seu territori cobreix menys de 5.000 km² el seu hàbitat no està amenaçat.